# Palaeothrissum
Palaeothrissum is een geslacht van uitgestorven straalvinnige beenvissen. De geslachtsnaam is afgeleid van het Grieks palaios, 'oud', en θρίσσα, 'ansjovis'.
In 1818 benoemde Henri-Marie Ducrotay de Blainville het geslacht Palaeothrissum met als soorten Palaeothrissum inaequilobum en Palaeothrissum parvum uit Frankrijk, en P. macrocephalum en P. magnum uit Duitsland. Alexander Agassiz plaatste de laatste in een eigen geslacht Pygopterus. De andere soorten plaatste hij in zijn geslacht Palaeoniscum waarbij soms de soortaanduidingen gewijzigd werden onder andere tot een Paleoniscum blainvileii. In principe zijn dit jongere synoniemen maar ze werden daarna steeds door onderzoekers gebruikt waarom Arnaud Brignon de soorten van Palaeothrissum in 2019 tot nomina oblita verklaarde. In 1937 schiep Westoll het geslacht Aeduella met als typesoort A. blainvillei. De twee Franse soorten zijn aldus identiek aan Aeduella blainvillei (AGASSIZ, 1833).